# Холлингштедт (Дельве)
Холлингштедт (нем. Hollingstedt) — община в Германии, в земле Шлезвиг-Гольштейн.
Входит в состав района Дитмаршен. Подчиняется управлению КЛьГ Хеннштедт. Население составляет 318 человек (на 31 декабря 2010 года). Занимает площадь 9,72 км².
Коммуна подразделяется на 3 сельских округа.